# КПВ
Кокколан Палловеикот (на фински: Kokkolan Palloveikot или KPV), КПВ Кокола или прост КПВ е финландски футболен отбор от град Кокола. През сезон 2018 играе във висшата лига на Финландия – Вейкауслига. Играят домакинските си мачове на стадион Кокколан Кескускентта с капацитет 2000 зрители. Основан през 1930 година.

## История
Клубът е основан през 1930 година. КПВ се счита клуб на финоезичните жители на Кокола, докато съседа им ГБК се счита като клуб на шведско говорещото население.
Клубът има една по един мъжки и женски отбор, десет отбора при момчетата и седем при момичетата. Клубът има също и своя академия и футболно училище.

## Успехи
- Вейкауслига: (Висша лига)
  -  Шампион (1): 1969
  -  Вицешампион (1): 1973
  -  Бронзов медалист (2): 1971, 1975
- Купа на Финландия:
  -  Финалист (2): 1982, 2006
- Иконен: (2 ниво)
  -  Победител (2): 1977, 1989
- Каконен: (3 ниво)
  -  Победител (3): 1997, 2004, 2015